# Carbamat
Carbamat er et kemisk molekyle som indeholder en ester gruppe og en amin. Carbamat dannes ved at en amin reagerer med CO2. De er ikke så reaktive, idet elektronparret fra aminen og oxygen (ikke carbonylen) konkurrerer om at danne en dobbeltbinding til kulstofatomet og danne en oxoanion ved carbonylen. Carbamats formel ser således ud ROCNR2.